# Avrainvillea longicaulis
Espèce
Avrainvillea longicaulis est une espèce d'algue verte de la famille des Udoteaceae.